# See visionS
「See visionS」（日语：シービジョンズ）是川田真美的第10張單曲。2011年2月16日由Geneon Universal Entertainment Japan, LLC.發售。

## 概要
「See visionS」與前作「No buts!」同様為電視動畫『魔法禁書目錄II』的主題曲。分成初回限定盤（GNCV-29）與通常盤（GNCV-0030）兩種類型，前者附「See visionS」的MVDVD。而第三首曲子則是魔法禁書目錄第一季的主題曲「PSI-missing」的混音版本。 

該樂曲於2011年1月23日由Zepp TOKYO舉行的動畫歌曲LIVE活動「DK Anime Complex Fes 2011」初次亮相。

由川田真美所唱、電撃文庫原作、J.C.STAFF製作的動畫作品，加上前作「No buts!」算起來總共是九張單曲。發售上，銷售率比上一張單曲「No buts!」減少到約三千張，且未進入Oricon前十名。

標題的「See visionS」的意思是“重新審視自己的視角”，川田表示這首曲子是「歌詞是乘韻律助跑的感覺，再面向鏽去的天空飛去」之意。據說，把PV做成黑白為基底，前半段和後半段分別表示當前、和未來的川田。

## 收錄曲
1. See visionS  [5:26]
作詞：川田真美、作曲・編曲：井內舞子
  - AT-X和UHF系各局放送的電視動畫『魔法禁書目錄II』後期主題曲
2. Don't interrupt me  [4:16]
作詞：川田真美、作曲：中澤伴行、編曲：中澤伴行・尾崎武士
3. See visionS  -instrumental-
4. Don't interrupt me -instrumental-
5. PSI-missing  -2011 remix-
作詞：川田真美、作曲・編曲：中澤伴行

## 外部連結
- See visionS 初回限定盤
- See visionS 通常盤